# Skuodas
Skuodas (žemaitiska Skouds) är en stad i Klaipėda län i Litauen. Staden har 5 922 invånare år 2015. Den är centralort i Skuodas landskommun.

## Kända personer från Skuodas
- Alvydas Duonėla, kanotist